# Беннетт, Эллиотт
Эллиотт Беннетт (англ. Elliott Bennett; род. 18 декабря 1988[…], Телфорд, Шропшир) — английский футболист, полузащитник. Старший брат футболиста Кайла Беннетта.

## Карьера

### Вулверхэмптон Уондерерс
Беннетт родился в Телфорде. Свою футбольную карьеру начал в 9 лет, попав в школу «Вулверхэмптон Уондерерс» из одноимённого города. Был капитаном детской команды (до 12). В 2001 году поехал в Японию на детский Чемпионат мира (до 12), в котором его команда заняла первое место. Также он стал лучшим игроком турнира. Позже он поступил в колледж в родном городе, где стал капитаном местной команды и помог им получить локальный кубок пять раз подряд. Спустя некоторое время, он бросил школу, чтобы присоединиться к «волкам». В марте 2007 года Эллиотт подписал свой первый профессиональный контракт. Полузащитник ни разу не вышел на поле в рамках чемпионата, однако дважды появлялся в матчах Кубка Футбольной лиги.

### Брайтон энд Хоув Альбион
Побывав в аренде в таких клубах, как «Кру Александра» и «Бери», Эллиотт Беннетт окончательно покинул стан «волков», подписав в 2009 году трёхлетний контракт с «Брайтон энд Хоув Альбион». Беннетт провёл успешный сезон 2010/11, сыграв значительную роль в выходе своей команды в Чемпионшип. Полузащитник забил восемь мячей и выдал более двадцати голевых передач, заработав тем самым место в команде сезона Первой лиги.

### Норвич Сити
14 июня 2011 года Беннетт подписал контракт с «Норвич Сити», рассчитанный на три года. В команде он взял 17 номер. Он неплохо отличился в предсезонных играл, однако не получил места в стартовом составе в первом матче чемпионата против «Уиган Атлетик», однако, вышел на замену в ходе матча. Первый гол в Премьер-лиге ему удалось забить 9 апреля 2012 года в ворота «Тоттенхэм Хотспур» на стадионе «Уайт Харт Лейн».
Сезон 2012/13 он также начал на скамейке запасных. Впоследствии получил травму. Он вернулся на поле в кубковом матче с «Донкастер Роверс», где играл его младший брат Кайл Беннетт. 6 апреля он сделал две голевые передачи в матче против «Суонси», который закончился ничейным счётом 2-2. 20 апреля Эллиотт отметился голом в победном матче с «Редингом».
В сезоне 2013/14 появился на поле в первом туре в матче против «Эвертона». Он получил травму колена, которая потребовала хирургического вмешательства. В итоге он выбыл из строя до 2014 года. Вернуться на поле ему удалось только в самом конце сезона, выйдя на замену на 76 минуте в матче против лондонского «Арсенала».

### Блэкберн Роверс
В январе 2016 года Беннетт подписал контракт с «Блэкберн Роверс» сроком на два с половиной года. Первый гол за новую команду он забил 27 февраля в ворота «Милтон-Кинс Донс».
В октябре 2017 года клуб анонсировал подписание новой сделки на два года.
16 ноября 2018 года Беннетт подписал новый контракт на два с половиной года.
После перехода Чарли Малгрю в аренду в Уиган Атлетик перед началом сезона 2019/20, менеджер «Блэкберн Роверс» Тони Моубрей объявил о том, что Эллиотт Беннетт назначен капитаном команды.

### Шрусбери Таун
17 июня 2021 года Беннетт отправился играть в Лигу Один, подписав однолетний контракт с командой Шрусбери Таун. В конце сезона 2021/22 игрок подписал продление контракта, срок действия которого не разглашался. Под конец сезона 2022/23 Беннетт покинул клуб, но перед стартом кампании 2023/24 подписал однолетний контракт. После завершения чемпионата Эллиотт Беннетт принял решение завершить карьеру.

## Достижения
«Брайтон энд Хоув Альбион»
- Победитель Первой лиги: 2010/11

### Личные
- Команда года по версии ПФА: Первая лига 2010/11